# Stazione di Passignano sul Trasimeno
La stazione di Passignano sul Trasimeno è una stazione ferroviaria posta sulla linea Terontola-Foligno. Serve il territorio comunale di Passignano sul Trasimeno.